# Технологія вакуумної фільтрації

Технологія вакуумної фільтрації

## Технологічні схеми вакуумної фільтрації
На збагачувальних фабриках застосовують схеми фільтрувальних установок, у яких вакуум-фільтр може бути розташований або на нижньому, або на верхньому поверсі. 
Схема із розташуванням дискових вакуум-фільтрів на нижньому поверсі ненадійна у роботі, тому що вакуум у системі може перевищувати розрідження створене насосом, унаслідок чого утруднюється віддалення фільтрату. Крім того, нещільна набивка сальників знижує вакуум у системі. З цих причин така схема розташування обладнання застосовується рідко. 
При розташуванні ресивера і вакуум-фільтра вище збірника фільтрату на 10 м і більше рідина зливається у нього самопливом, при цьому відпадає необхідність у відцентровому насосі і спеціальній пастці. Така схема більш надійна в експлуатації і сьогодні найрозповсюдженіша.
При встановленні на фабриці декількох вакуум-фільтрів може бути використана одна з трьох схем їхнього приєднання до вакуум-насосів: спільна, групова та індивідуальна. 
Спільна схема підключення вакуум-насосів до вакуум-фільтрів має єдину систему вакуумних комунікацій і застосовується при встановленні малопродуктивних вакуум-фільтрів і невеликій їх кількості. Вона дозволяє компактно розміщати обладнання, зменшити довжину трубопроводів; при зупинці одного вакуум-насоса його можна замінити резервним. Однак ця схема не позбавлена суттєвих недоліків. Великі труднощі виникають при підтримці необхідного вакууму. Будь-які несправності в комунікаціях і розрив фільтрувальної тканини на одному фільтрі приводить до зниження вакууму на всіх фільтрах. 
Індивідуальна схема передбачає підключення до кожного вакуум-фільтра одного вакуум-насоса. При цьому виключаються недоліки спільної схеми, але необхідна велика кількість обладнання. 
Групова схема  передбачає підключення двох-трьох вакуум-фільтрів у єдину систему вакуум-насосів. Ця схема займає проміжне місце між спільною й індивідуальною та в останній час застосовується найчастіше. 
Стиснене повітря для віддувки осаду подається від декількох повітродувок у спільний повітрозбірник, з якого воно розводиться до вакуум-фільтрів.

## Основні фактори, що впливають на процес
На ефективність і продуктивність процесу фільтрування впливають гранулометричний склад твердої фази і вміст твердого у пульпі, швидкість руху робочого органа, вакуум і тиск повітря .
Зі збільшенням густини пульпи продуктивність вакуум-фільтрів зростає. Однак при фільтруванні мулистих шламів підвищення густини пульпи до зростання продуктивності не приводить. 
Найсприятливіший за гранулометричним складом флотаційний концентрат коксівного вугілля містить від 20 до 40 % класу –0,06 мм. При вмісті класу –0,06 мм менше вказаної норми збільшується розшарування пульпи за крупністю у ванні фільтра і погіршується процес фільтрування. При збільшенні вмісту класу –0,06 мм у пульпі (особливо якщо він перевищує 50 %) продуктивність фільтра зменшується, а вологість осаду збільшується. На ефективність роботи вакуум-фільтрів суттєво впливає розшарування матеріалу у ванні за крупністю. 
Одночасно зі зміною гранулометричного складу по висоті шару пульпи у ванні вакуум-фільтра змінюється вміст твердого. Якщо у переливі він складає 250 кг/м³, то на дні ванни – 500 кг/м³, тобто вдвічі вище, ніж у верхніх шарах пульпи. 
Гранулометричний склад флотаційного концентрату, що надходить на фільтрування, суттєво залежить від вмісту твердого в оборотній воді. При забрудненій воді на флотацію надходить більш крупний шлам, а при відносно чистій воді – більш тонкий.
На продуктивність вакуум-фільтрів впливає зольність тонких класів (–0,06 мм) у флотоконцентраті, що надходить на фільтрування. Присутність глинистих частинок спричиняє створення щільних осадів з малою проникністю, зниження швидкості фільтрування і забивання фільтрувальної поверхні. Додання (до 40 %) зернистого шламу крупністю 0,3-0,4 мм при фільтруванні тонких флотаційних концентратів є одним із методів покращення процесу фільтрування. При цьому доданий шлам повинен містити мінімальну кількість тонких шламів (–0,06 мм), мати сприятливу (невелику) зольність і максимальну крупність частинок не більше 2 мм. Цим вимогам звичайно відповідає добре промитий ополіскуванням надрешітний продукт шламових грохотів або зернистий шлам гідрокласифікаторів (гідроциклонів). Продуктивність вакуум-фільтрів при цьому збільшується на 20-30 %. 
Продуктивність вакуум-фільтрів збільшується в 1,5 раза при флокуляції флотаційного концентрату перед фільтруванням. Крім того, при цьому полегшується віддувка осаду і знижується вміст твердого у фільтраті до 10-20 кг/м3 (без флокуляції 30-40 кг/м3). Однак при флокуляції пульпи вологість осаду збільшується.
Вакуум впливає на продуктивність фільтра і вологість осаду: зі збільшенням вакууму питома продуктивність зростає, а вологість осаду зменшується. Вакуум повинен бути не менше 60-67 кПа.
Тиск стисненого повітря при віддувці не повинен перевищувати 50 кПа для запобігання розриву фільтрувальної тканини. Найбільший ефект дає миттєва віддувка тривалістю 2-4 с.   
Частота обертання дисків впливає на продуктивність вакуум-фільтра і вологість осаду: зі збільшенням частоти обертання продуктивність і вологість осаду зростають. Оптимальна частота обертання дисків встановлюється експериментально залежно від гранулометричного складу твердої фази. До аналогічних результатів приводить збільшення швидкості руху стрічки стрічкових вакуум-фільтрів.
Зниження рівня пульпи у ванні спричиняє зменшення вакууму і товщини осаду, погіршення віддувки і, отже, зменшення продуктивності вакуум-фільтра. Рівень пульпи необхідно підтримувати постійним автоматично або циркуляцією 5-10 % пульпи через перелив з ванни. 
Стрічкові фільтри менш чутливі до зміни гранулометричного складу вихідної пульпи, але потребують попереднього згущення до 600 кг/м³ і більше.